# Tuya de hun shi
Tuya de hun shi (br: O Casamento de Tuya/ pt: Tuya de hun chi; chinês simplificado: 图雅的婚事; chinês traditional: 圖雅的婚事; pinyin: túyǎ de hūnshì) é um filme chinês de 2006 realizado por Wang Quan'an.
O filme venceu o Urso de Ouro no Festival de Berlim de 2007.

## História
O filme mostra a vida na Mongólia Interior, uma região onde a desertificação está a tornar a vida difícil para os herdeiros dos nomadas. O filme conta a história de Tuya, que se divorcia do seu marido inválido na esperança de encontrar um marido sem deficiências que esteja preparado para tomar conta de si, das suas crianças e do seu ex-marido.

## Recepção pela crítica
O filme recebeu generalizadamente críticas positivas por parte dos críticos ocidentais. Tendo em atenção o dia 4 de Abril de 2008, o site de crítica Rotten Tomatoes mostrava que 78% das suas críticas eram positivas, baseando-se em 9 críticas. O site Metacritic dá ao filme uma pontuação de 70 em 100, baseado em seis críticas.